# Ряснянський заказник
Рясня́нський зака́зник — ботанічний заказник місцевого значення в Україні. Об'єкт розташований на території Краснопільського району Сумської області, балка між селами Земляне, Лісне та Майське Ряснянської сільської ради. 
Площа 108,1 га. Статус отриманий 2016 року. Перебуває у відінні Краснопільської районної державної адміністрації. 
Ділянка цінного ландшафту відрогів Середньоросійської височини з лучно-степовим різнотрав'ям та зростаючими тут рідкісними видами рослин: брандушка різнобарвна, горицвіт весняний, гіацинтик блідий.